# Jace
Pour les articles homonymes, voir Jace (homonymie).
Jace est un graffeur français, originaire du Havre, qui vit et travaille à La Réunion, et créateur des gouzous.

## Biographie
Il est l'auteur des gouzous, petits personnages sans visages, généralement oranges et quelquefois accompagnés d'une vache, que l'on trouve dans les rues des villes et au bord des routes depuis 1992. Spécialisé dans le détournement d'affiches publicitaires, il a exposé ses œuvres aux quatre coins de La Réunion et du monde à plusieurs reprises depuis 1996. Il a également publié à compte d'auteur plusieurs ouvrages où l'on retrouve sous forme de photographies le travail exécuté sur le terrain. La qualité de ses œuvres lui ont valu plusieurs publications dans différentes revues internationales.
Le graphisme du gouzou a été utilisé sans son accord par une marque de vêtements chinoise relativement connue dans ce pays. L'artiste a intenté un procès contre l'entreprise pour faire reconnaître sa paternité, procès qu'il a gagné.
En 2009, il présente une intervention artistique dans l'espace public dans le cadre du festival Leu Tempo Festival organisé par le Séchoir, scène conventionnée de la Réunion, au côté des artistes Betty Bui, Daniel Buren, Tadashi Kawamata, et Ligne Rouge.
En 2009, il fait partie de l’exposition collective « T.A.G au Grand Palais » organisée par Alain Dominique Gallizia.
En 2015, il peint les parapets provisoires du pont des Arts à Paris, lorsque les cadenas d'amour sont enlevés, mais ses gouzous sont rapidement dégradés.
Il décore l'institut hospitalo-universitaire en maladies infectieuses de Marseille d'une fresque représentant les chasseurs, pêcheurs et tueurs de microbes de l’IHU. Une de ses toiles, décorant le bureau de Didier Raoult, est beaucoup vue durant la pandémie de Covid-19.
En 2019, il organise une expédition au sein de la zone de Tchernobyl et peint 26 gouzous en corrélation avec la catastrophe nucléaire de 1986.
Il signe l'affiche du Grand Raid 2022.
En 2023, il répond à l'invitation de l'association "Les Amis des arts" de Mornant (Rhône) pour participer à un événement de street-art en milieu urbain ; il réalise une quinzaine de fresques à travers la commune, dont certaines réalisées en public,.